# Corynebacterium glutamicum
Corynebacterium glutamicum, voorheen bekend als Micrococcus glutamicus, is een gram-positieve, staafvormige bacterie. De bacterie heeft een belangrijke plaats in de industriële microbiologie doordat deze industrieel wordt gebruikt voor de grootschalige productie van aminozuren, vooral glutaminezuur en lysine. Deze bacterie werd voor het eerst geïsoleerd in 1957 door Shukuo Kinoshita en zijn collega's in Japan. De oorspronkelijke naam, Micrococcus glutamicus, werd later gewijzigd in Corynebacterium glutamicum op basis van taxonomische studies.

## Biotechnologische betekenis
C. glutamicum speelt een belangrijke rol in de biotechnologie vanwege het vermogen om grote hoeveelheden aminozuren te produceren. Dit maakt het een belangrijk micro-organisme voor de productie van voedingssupplementen, diervoeders en farmaceutische producten. De bacterie kan genetisch gemodificeerd worden om verschillende aminozuren en derivaten te produceren.
De proteomica en het centrale koolstofmetabolisme van C. glutamicum zijn uitgebreid bestudeerd. Proteomica-technieken zoals massaspectrometrie en tweedimensionale gelelektroforese hebben het mogelijk gemaakt om de proteomen van deze bacterie te bestuderen, eiwitten te identificeren en de expressieniveaus te kwantificeren. Dit inzicht helpt bij het begrijpen van de fysiologie, ecologie en biotechnologische toepassingen van C. glutamicum, zoals de productie van biobrandstoffen, farmaceutische producten en industriële enzymen.
Daarnaast heeft de ontwikkeling van genetische technologieën als CRISPR-Cas9 de efficiëntie van de productie verbeterd door nauwkeurige manipulatie van de metabole routes van C. glutamicum mogelijk te maken. Dit heeft geleid tot de ontwikkeling van efficiënte productiestrains en van nieuwe metabole routes met behulp van synthetische biologie.
C. glutamicum wordt ook gebruikt voor de productie van vitamines, nucleotiden, organische zuren en alcoholen, wat de industriële toepassingen verder uitbreidt.